# Circle (Alaska)
Circle is een plaats (census-designated place) in de Amerikaanse staat Alaska, en valt bestuurlijk gezien onder Yukon-Koyukuk Census Area.

## Demografie
Bij de volkstelling in 2000 werd het aantal inwoners vastgesteld op 100.

## Geografie
Volgens het United States Census Bureau beslaat de plaats een oppervlakte van
280,3 km², waarvan 278,9 km² land en 1,4 km² water.

## Plaatsen in de nabije omgeving
De onderstaande figuur toont nabijgelegen plaatsen in een straal van 104 km rond Circle.